# Mimostrangalia fluvialis
Mimostrangalia fluvialis là một loài bọ cánh cứng trong họ Cerambycidae.